# Newport Coast
Newport Coast is een plaats (census-designated place) in de Amerikaanse staat Californië, en valt bestuurlijk gezien onder Orange County.

## Demografie
Bij de volkstelling in 2000 werd het aantal inwoners vastgesteld op 2671.

## Geografie
Volgens het United States Census Bureau beslaat de plaats een oppervlakte van
18,7 km², waarvan 18,3 km² land en 0,4 km² water.

## Plaatsen in de nabije omgeving
De onderstaande figuur toont nabijgelegen plaatsen in een straal van 16 km rond Newport Coast.